# Le Cœur glacé
 (décembre 2024).
Le Cœur glacé (El Corazón Helado) est un roman de l'écrivaine madrilène Almudena Grandes édité par Tusquets en 2007.
Il a reçu le Prix José Manuel Lara en 2008.

## Le roman

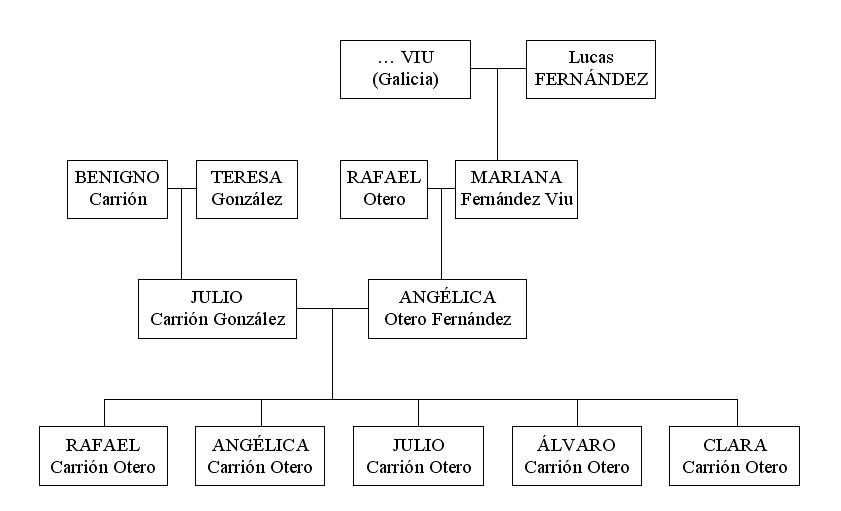
Arbre généalogique de la famille d'Alvaro.

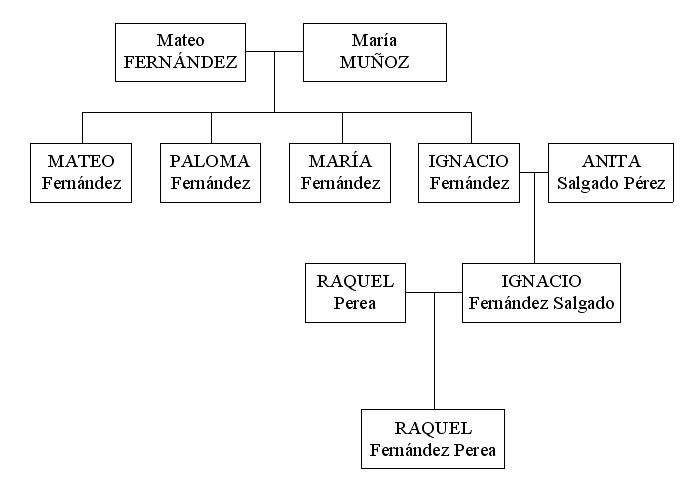
Arbre généalogique de la famille de Raquel.

Le cœur glacé est divisé en trois parties: Le cœur, La glace et Le cœur glacé, dont la deuxième est la plus étendue. Au total, le roman compte 919 pages, en plus des dix dernières qui correspondent à De l'autre côté de la glace où l'écrivaine raconte des anecdotes sur le roman, et les remerciements.

## Argument
Pendant l'enterrement de son père, un puissant homme d'affaires, Álvaro Carrión aperçoit au loin une femme étrange qu'il n'a jamais vu. Cette femme n'est autre que Raquel Fernández, petite-fille d'un exilé républicain en France après la victoire fasciste en Espagne de 1939. Les deux personnages, qui ressentent une attraction presque depuis le début, devront lutter contre un passé qu'ils partagent, contre une partie de l'histoire d'Espagne qui, encore aujourd'hui, aura une énorme influence sur leurs vies.

## Personnages
En partant de la relation entre Álvaro Carrión et Raquel Fernández, le roman raconte le passé des familles de ces deux personnages; la famille d'Álvaro, de tendance phalangiste et celle de Raquel clairement républicaine, qui fut obligée de s'exiler en France pendant la guerre civile, et y rester pendant toute la dictature franquiste.Les arbres généalogiques ci-contre montrent les principaux membres des la familles des deux protagonistes.